# Sangli (stato)
Lo Stato di Sangli fu uno stato principesco del subcontinente indiano, avente per capitale la città di Sangli.

## Storia

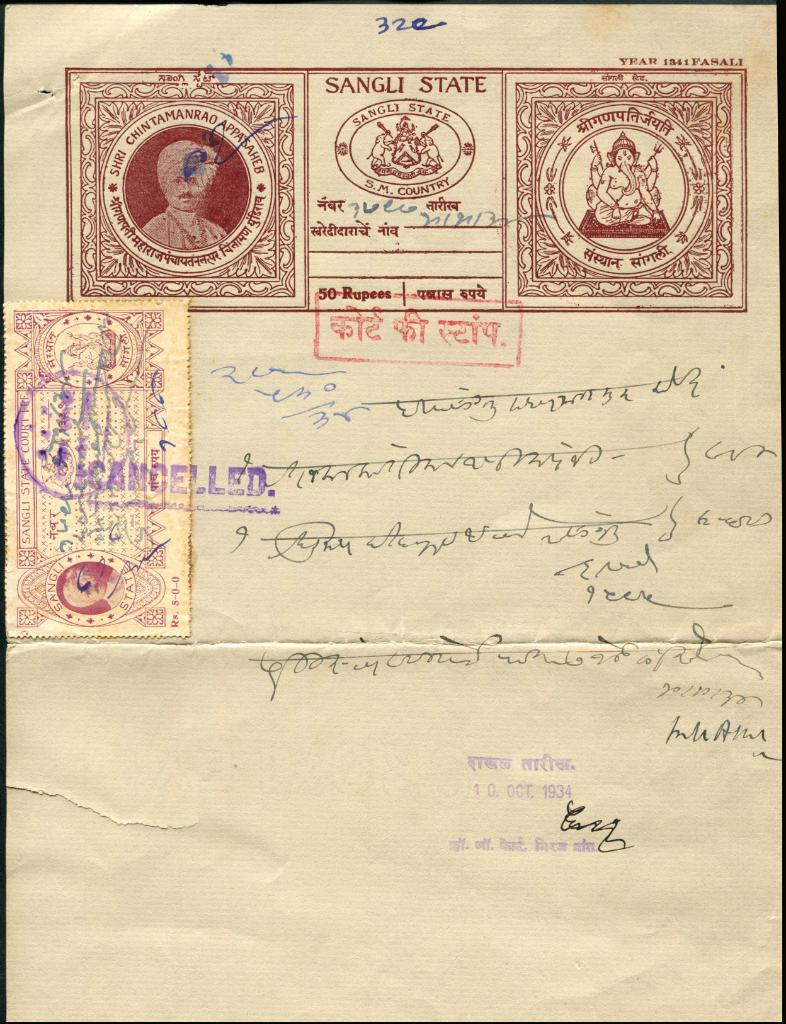
Un documento dello stato di Sangli risalente al 1934.

Sangli era parte dell'Impero maratha, di cui era uno jagir della parte meridionale. Ad ogni modo prima del 1801 tale stato non viene mai nominato in maniera indipendente. Durante il periodo di governo di Shivaji, Sangli, Miraj e le aree circostanti passarono sotto la sovranità dell'Impero moghul. Sino al 1801, Sangli rimase compresa nello jagir di Miraj.
Il 5 maggio 1819 lo stato di Sangli divenne un protettorato britannico. Il suo territorio venne diviso però in amministrazione tra diversi distretti inglesi.
L'ultimo regnante di Sangli fu il capitano Sua Altezza Sir Chintamanrao II Dhundirajrao Appasaheb Patwardhan. Sangli aderì all'Unione Indiana nel 1948 ed attualmente fa parte dello stato di Maharashtra.

## Governanti
I governanti dello stato di Janjira ebbero il titolo di rao e successivamente ottennero quello di raja.

### Rao
- 1782 – 15 luglio 1851         Chintaman Rao I "Appa Sahib"       (n. 1776 - m. 1851)
  - 1782 - 1801                Gangadharrao -reggente
- 15 luglio 1851 – 12 dicembre 1901  Dhundi Rao Chintaman Rao  "Tatya Sahib"          (n. 1838 - m. 1901)
  - 15 luglio 1851 – 12 luglio 1860  .... -Regent
- 12 dicembre 1901 –  1 giugno 1932  Chintaman Rao II Dhundi Rao  "Appa Sahib"      (n. 1890 - m. 1965) (dal 1º gennaio 1923, Sir Chintaman Rao II Dhundi Rao)
  - 12 dicembre 1901 –  2 giugno 1910  Richard John Charles Burke -reggente (n. 1878 - m. 1960)

### Raja
- 1 giugno 1932 – 15 agosto 1947  Sir Chintaman Rao Dhundi Rao  "Appa Sahib"      (s.a.)